# Joe Mesi
Joe Mesi (* 27. November 1973 in Tonawanda, Staat New York) ist ein US-amerikanischer Schwergewichtsboxer.

## Amateur
Mesi war ein guter Amateur auf nationaler Ebene der USA. Nach eigenen Angaben war seine Bilanz 72-8. Er gibt an, Hasim Rahman k. o. geschlagen zu haben, aber einen zweiten Kampf nach Punkten verloren zu haben. Beim Ausscheidungsturnier für die Olympischen Spiele 1996 verlor er durch K. o. gegen Lawrence Clay-Bey. Dieses Resultat prägt sein Image als „Weiße Hoffnung“ mit Glaskinn.

## Profi
1997 wurde Mesi Profi. Er gewann seine ersten 18 Kämpfe gegen vorwiegend unbekannte Aufbaugegner. Im April 2001 gelangen ihm vorzeitige Siege gegen den Exilkubaner Jorge Luis González und Bert Cooper. Seine Gegner wurden nun spürbar besser. Er schlug in der Folgezeit David Izon und DaVarryl Williamson, den er in der ersten Runde ausknocken konnte.
Erst gegen Monte Barrett, gegen den er am Boden war, hatte er deutliche Probleme. Im März 2004 boxte er gegen Wassili Schirow und musste drei Mal zu Boden, gewann aber dennoch nach Punkten. Mehrere Blutgerinnsel in seinem Gehirn führten nach dem Kampf gegen den Kasachen dann zu einer Sperrung seiner Boxlizenz und einer mehrjährigen Pause.
Ende 2005 lief seine Lizenz aus. Nachdem er erfolglos versuchte, sie in den USA zu erneuern, wurde ihm im Februar 2006 in Puerto Rico eine neue Lizenz ausgestellt. Dort kehrte er im April 2006 schließlich in den Ring zurück.